# Jérémie Mouiel
Jérémie Mouiel (Cannes, 4 maggio 1995) è un pallavolista francese, libero del Cannes.

## Biografia
Suo padre era il tre volte campione del mondo di bridge Hervé Mouiel.

## Carriera

### Club
La carriera di Jérémie Mouiel inizia nelle giovanili del Cannes, club con cui esordisce in Ligue A nella stagione 2012-13.
Nella stagione 2014-15 è in Ligue B con l'Avignon, mentre nella stagione successiva ritorna nella massima divisione nazionale grazie all'ingaggio da parte dello Chaumont. Per il campionato 2016-17 si accasa al Nantes, per poi far ritorno al club di Chaumont, sempre in Ligue A, nell'annata 2017-18, aggiudicandosi la Supercoppa francese 2017, prima di far ritorno, nella stagione 2019-20 alla formazione di Cannes, con cui vince lo scudetto 2020-21.

### Nazionale
Nei primi anni a Cannes fa parte delle nazionali giovanili francesi, vincendo con quella under 20 la medaglia di bronzo al campionato europeo 2014; nel 2018 esordisce nella nazionale maggiore, con cui vince la medaglia d'argento alla Volleyball Nations League 2018.

## Palmarès

### Club
- Campionato francese: 1

2020-21
- Supercoppa francese: 1

2017

### Nazionale (competizioni minori)
- Campionato europeo under 20 2014
- Memorial Hubert Wagner 2018